# Gorna Rositsa
Gorna Rositsa (Bulgaars: Горна Росица) is een dorp in centraal-Bulgarije. Het dorp is gelegen in de gemeente Sevlievo, oblast Gabrovo. Het dorp ligt hemelsbreed ongeveer 17 km ten noordwesten van Gabrovo en 149 km ten noordoosten van de hoofdstad Sofia.

## Bevolking
Op 31 december 2020 telde het dorp Gorna Rositsa 668 inwoners. Het aantal inwoners vertoont al jaren een dalende trend: in 1946 had het dorp nog 1.870 inwoners.
| Bevolkingsontwikkeling tussen 1934 en 2020          |
| --------------------------------------------------- |
|                                                     |
| Bron: Nationaal Statistisch Instituut van Bulgarije |

In de volkstelling van 2011 identificeerden 651 van de 674 ondervraagden zichzelf als etnische Bulgaren, terwijl 13 en 8 personen zichzelf respectievelijk etnische Roma en Turken noemden. 
| Etnische samenstelling van de respondenten (2011) | Etnische samenstelling van de respondenten (2011) | Etnische samenstelling van de respondenten (2011) | Etnische samenstelling van de respondenten (2011) | Etnische samenstelling van de respondenten (2011) |
| ------------------------------------------------- | ------------------------------------------------- | ------------------------------------------------- | ------------------------------------------------- | ------------------------------------------------- |
|                                                   |                                                   |                                                   |                                                   |                                                   |
| Bulgaren                                          | Bulgaren                                          |                                                   | 96,6%                                             | 96,6%                                             |
| Turken                                            | Turken                                            |                                                   | 1,2%                                              | 1,2%                                              |
| Roma                                              | Roma                                              |                                                   | 1,9%                                              | 1,9%                                              |
| Anders/Onbekend                                   | Anders/Onbekend                                   |                                                   | 0,3%                                              | 0,3%                                              |